# اولین
اِوِلین (به لهستانی:  Ewelin) یک روستا در لهستان است که در گمینا گاروولین واقع شده‌است.